# Ursula Franklin
Ursula Franklin (ur. 16 września 1921 w Monachium, zm. 22 lipca 2016 w Toronto) – kanadyjska fizyczka, pacyfistka, feministka i kwakierka.

## Życiorys
Franklin urodziła się 16 września 1921 r. w Monachium w Niemczech. Jej matka, Ilse Maria Martius (z domu Sperling), była historykiem sztuki, a jej ojciec, Albrecht Martius, był luterańskim archeologiem. Franklin przeniosła się do Berlina w 1940 roku, aby rozpocząć studia licencjackie z nauk ścisłych, ale została uwięziona w nazistowskim obozie pracy w 1943 roku. Przeżyła bombardowanie Berlina i spędziła 18 miesięcy w obozie innym niż jej rodzice. Chociaż ona i jej rodzice przeżyli, straciła członków rodziny w obozach koncentracyjnych.
Po zakończeniu drugiej wojny światowej Franklin kontynuowała studia na Politechnice w Berlinie, uzyskując dyplom w 1946 roku. Zdobyła doktorat z fizyki eksperymentalnej na Berlińskim Uniwersytecie Technicznym w 1948 r. i wyemigrowała do Kanady w 1949 r. W 1967 r. Franklin dołączyła do wydziału metalurgii i materiałoznawstwa na Uniwersytecie w Toronto, uzyskała tytuł profesora w 1973 r. W 1984 Ursula Franklin została pierwszą kobietą uhonorowaną tytułem „profesora uniwersytetu” na Uniwersytecie w Toronto.
W 1977 r. przewodniczyła badaniu na temat zachowania zasobów i ochrony przyrody. W raporcie  zalecono kroki w celu zmniejszenia ilości odpadów i uniknięcia degradacji środowiska. Dr Franklin opublikowała ponad 70 prac naukowych i wniosła znaczący wkład do książek na temat struktury i właściwości metali i stopów oraz historii i społecznego wpływu technologii.
Jako członkini kanadyjskiej organizacji pokojowej Voice of Women utrzymywała kontakty podczas zimnej wojny z grupami kobiet w Związku Radzieckim i Wietnamie Północnym. Brała udział w wielu działaniach organizacji, od koordynowania zbierania zębów dzieci do pomiarów promieniowania strontu-90 we wczesnych latach sześćdziesiątych XX wieku, po współtworzenie polityki Senatu w kwestiach naukowych. Uważała, że jej pacyfizm i feminizm są nierozerwalnie związane.
Otrzymała nagrodę za zasługi dla miasta Toronto w 1982 roku, głównie za swój wkład w planowanie przestrzenne. W 1987 roku dr Franklin otrzymała nagrodę Elsi Gregory McGill Memorial Award za jej wkład w edukację, naukę i technologię. W 1989 roku otrzymała nagrodę Wiegand Award, przyznawaną Kanadyjczykom za wybitny wkład w zrozumienie ludzkiego wymiaru nauki i technologii. Otrzymała w 1990 r. Order of Ontario i została odznaczona Pearson Peace Medal w styczniu 2002 roku od United Nations Association w Kanadzie.
Była Companion of the Order of Canada, Fellow of the Royal Society of Canada i członkinią National Research Council i Science Council of Canada.
W 1987 roku Franklin wzięła udział w proteście podatkowym zorganizowanym przez grupę kanadyjskich obrońców sumienia. Wszystkie te grupy przelały część swoich podatków, które byłyby przeznaczone bezpośrednio na wydatki na obronność, na konto powiernicze, które miało być w dowolnym momencie udostępniane rządowi, pod warunkiem, że nie był to użytek militarny.
W 1952 roku Ursula wyszła za mąż za inżyniera Freda Franklina, niemieckiego imigranta i inżyniera. Razem mieli syna Martina (1955) i córkę Monikę (1958).
Zmarła 22 lipca 2016 roku w Toronto.